# Steven Diez
 Steven Diez  (nacido el 17 de marzo de 1991) es un tenista profesional canadiense, nacido en la ciudad de Toronto.

## Carrera
Su mejor ranking individual es el Nº 134 alcanzado el 18 de noviembre de 2019, mientras que en dobles logró la posición 334 el 14 de noviembre de 2011.
No ha logrado hasta el momento títulos de la categoría ATP ni de la ATP Challenger Tour, aunque sí ha obtenido varios títulos Futures tanto en individuales como en dobles.
Su debut en Grand Slam fue en Roland Garros de 2020 donde logró entrar al cuadro principal, luego de pasar la clasificación. Perdió en primera ronda ante Mackenzie McDonald en 4 set. 

### Copa Davis
En el año 2010 fue participante del Equipo de Copa Davis de Canadá. Disputó solo un encuentro en esta competición hasta el momento. Se enfrentó en las semifinales del grupo I de América frente al colombiano Santiago Giraldo, cayendo derrotado por 3-6, 3-6, 3-6.

## Título Challenger
| Leyenda               | Individuales | Dobles |
| --------------------- | ------------ | ------ |
| ATP Challenger Series | 1            | 0      |

### Individual (1)
| N.º | Fecha      | Torneo               | Superficie | Oponentes      | Resultado |
| --- | ---------- | -------------------- | ---------- | -------------- | --------- |
| 1.  | 27.01.2019 | Challenger de Burnie | Dura       | Maverick Banes | 7-5, 6-1  |

#### Finalista (2)
| N.º | Fecha      | Torneo              | Superficie    | Oponentes         | Resultado |
| --- | ---------- | ------------------- | ------------- | ----------------- | --------- |
| 1.  | 04.01.2014 | Challenger de Numea | Dura          | Alejandro Falla   | 2–6, 2–6  |
| 2.  | 12.06.2016 | Challenger de Moscú | Tierra batida | Mikhail Kukushkin | 3–6, 3–6  |